# Много шума из ничего
«Мно́го шу́ма из ничего́» (англ. Much Ado About Nothing) — пьеса английского писателя Уильяма Шекспира, одна из наиболее известных комедий автора.
Действие пьесы разворачивается в Мессине и вращается вокруг двух романтических пар, которые возникают, когда в город прибывает группа солдат. Конфликт между Клавдио и Геро происходит из-за обвинений злодея Дона Хуана. Друг Клавдио Бенедикт и кузина Геро Беатриче, — вторая пара, отношения между которыми по ходу пьесы выходят на первый план, а остроумие обоих героев составляют комическую часть действия.
Посредством «подмечания» (англ. noting), которое звучит как «ничего» (англ. nothing) и означает сплетню, Бенедикта и Беатриче обманом заставляют признаться друг другу в любви, а Клавдио — поверить, что Геро не дева (девственница). Игра слов в названии отсылает к тайнам и обману, которые составляют основу комедии, интриг и действия пьесы.
Перевод на русский язык выполняли в разные времена разные переводчики и поэты-переводчики А. Кронеберг, М. Кузмин, Ю. Лифшиц, Т. Щепкина-Куперник, О. Степашкина, М. Вербина, Л. Яхнин, С. Маршак и др.

## Действующие лица[a]
- Дон Педро (англ. Don Pedro) — принц арагонский
- Дон Хуан (англ. Don John) — его брат-бастард
- Леонато (англ. Leonato) — мессинский наместник
- Бенедикт (англ. Benedick) — молодой знатный падуанец
- Клавдио (англ. Claudio) — молодой знатный флорентиец
- Беатриче (англ. Beatrice) — племянница Леонато
- Геро (англ. Hero) — дочь Леонато
- Антонио (англ. Antonio) — брат Леонато
- Кизил (англ. Dogberry) — пристав
- Булавка (англ. Verges) — его помощник
- отец Франциск (англ. Friar Francis) — монах
- Бальтазар (англ. Balthasar) — слуга дона Педро
- Маргарита (англ. Margaret) — камеристка Геро
- Урсула (англ. Ursula) — камеристка Геро
- Борачио (англ. Borachio) — приближённый дона Хуана
- Конрад (англ. Conrade) — приближённый дона Хуана
- Мальчик
- Гонцы, стража, свита, слуги

## Название
На первый взгляд название пьесы идёт из известной поговорки «много шума из ничего», но при этом автором был вложен в название более глубокий подтекст. Поговорка заключает в себе несколько двусмысленностей. Так слово nothing во времена Шекспира произносилось так же, как и noting — слухи, сплетни. Другое значение ещё более деликатное — на жаргоне времён Елизаветы словом nothing называли женские гениталии, таким образом название пьесы приобретало совсем другой оттенок.

## Место действия
Мессина — город на острове Сицилия. Сицилия, вместе с Сардинией и Неаполем, входила во владения Арагонского королевства — феодального государства в Испании, существовавшего в XI—XV веках.

## Сюжет
В Мессину с победой прибывает войско арагонского принца Дона Педро. Среди его приближённых Клавдио и Бенедикт, а также незаконный брат принца Дон Хуан, который лишь недавно получил прощение за свой мятеж против брата. Дон Педро останавливается в доме наместника Мессины Леонато, чья дочь Геро привлекает внимание Клавдио. Флорентиец хочет жениться, и Дон Педро берёт на себя обязанности свата. Тем временем Бенедикт утверждает, что он-то точно никогда не женится. Племянница Леонато Беатриче также остра на язык, из-за чего её дядя боится, что она никогда не найдёт себе мужа. Только Беатриче сама не стремится замуж.
Во время бала-маскарада в доме Леонато Беатриче и Бенедикт ссорятся и обмениваются колкостями. Дон Педро рассказывает Геро о любви Клавдио, а Дон Хуан пытается использовать ситуацию, чтобы навредить последнему. Только его план проваливается. Геро и Клавдио помолвлены. Арагонский принц решает стать «богом любви» и свести вместе Беатрис и Бенедикта. Дон Хуан с помощью своего подручного Бораччио опять пытается расстроить свадьбу. Клавдио, Леонато и Дон Педро подстраивают ловушку Бенедикту, когда тот прячется от них в беседке, и рассуждают о, якобы, страстной любви к нему Беатрисы. Геро и одна из её дам в свою очередь устраивают похожую хитрость для Беатрисы — она слушает о том, что её дурной нрав отпугивает безнадёжно влюблённого Бенедикта.
Дон Хуан рассказывает Клавдио и своему брату о неверности Геро и предлагает предъявить доказательства. Ночью из сада они видят свидание Бораччио и Маргарет (одной из камеристок Геро), которую они принимают за её госпожу. Позже вечером Бораччио хвалится этим своему приятелю, и его подслушивает ночная стража. Они пытаются рассказать Леонато об этом. Клавдио клеймит Геро позором прямо у алтаря, девушка падает без чувств. Близкие Геро не верят, что она была неверна, священник отец Франциск предлагает план — притвориться, что Геро умерла и подождать реакции Клавдио.
Бенедикт и Беатриче объясняются в любви, но Беатриче настаивает, что Бенедикт должен доказать ей свои чувства, вызвав Клавдио на дуэль. Он нехотя уступает. Тем временем члены стражи допрашивают Бораччио, который, узнав о «смерти» Геро, раскаивается и признаётся в подлоге с участием Маргарет Дону Педро, Клавдио и Леонато. Клавдио просит прощения у Леонато. Тот предлагает ему забыть всё, если он публично обелит имя Геро, а затем женится на его «племяннице». Клавдио соглашается.
Он готов жениться на этой девушке, не видя её лица, и произносит клятву верности. Невестой оказывается Геро, которая прощает любимого. Бенедикт «прекращает словесный поток» из уст Беатриче поцелуем, а музыканты начинают играть на двойной свадьбе.

## Датировка
Эта комедия не названа в списке пьес Шекспира, который приводит Фрэнсис Мирес в своей книге «Palladis Tamia», изданной в 1598 г.
Первое издание комедии in quarto датировано 1600 г., причём здесь вместо имени «Кизил» несколько раз проставлено имя «Кемп», то есть имя актёра, который покинул шекспировскую труппу в начале 1599 года. Это было единственное издание до выхода Первого фолио в 1623 году.
Таким образом, создание и первую постановку данной комедии следует отнести к театральному сезону 1598—1599 гг.

## Постановки
Театральный сезон 1598—1599 годов: первая постановка в театре «Глобус», Лондон. Возобновлена в придворном театре в 1612—1613 годах. Есть сведения о постановке, датировавшейся примерно 1640 годом. В 1660-х годах пьеса шла в лондонском театре «Дьюкс Хаус».
- 1965 год — постановка Королевского национального театра на сцене театра Олд Вик, режиссёр Франко Дзефирелли. Бенедикт — Роберт Стивенс, Беатриче — Мэгги Смит, Дон Педро — Альберт Финни, Дон Джон — Дерек Джекоби, Клодио — Иэн Маккеллен, Маргарет — Линн Редгрейв, дозорные — Майкл Йорк, Майкл Гэмбон[5].
- 1967 год — постановка Королевского шекспировского театра в Стратфорде, режиссёр Джон Бартон, Бенедикт — Дональд Синден, Беатриче — Джуди Денч[6].
- 1981 год — постановка Королевского национального театра, режиссёр Питер Гил, Бенедикт — Майкл Гэмбон, Беатриче — Пенелопа Уилтон.
- 1980 год — постановка Королевского шекспировского театра в Стратфорде и в театре Гершвина (Бродвей), режиссёр Терри Хэндс, Бенедикт — Дерек Джекоби, Беатриче — Шинейд Кьюсак[7][8].
- 1994 год — постановка Мэтью Уорчуса в Королевском театре, Бенедикт — Марк Райлэнс, Беатриче — Джанет Мактир[9].
- 1996 год — постановка Королевской Шекспировской компании, режиссёр Майкл Бойд, Бенедикт — Алекс Дженнингс, Беатриче — Шивон Редмонд[10].
- 2006 год — постановка Королевской Шекспировской компании, режиссёр Мэриэнн Эллиотт[англ.], Бенедикт — Джозеф Миллсон, Беатриче — Тэмзин Грейг[11]
- 2007 год — постановка Королевского национального театра, режиссёр Николас Хайтнер, Бенедикт — Саймон Расселл Бил, Беатриче — Зои Уонамейкер[12].
- 2011 год — постановка Шекспировского глобуса, режиссёр Джереми Херрин, Бенедикт — Чарльз Эдвардс, Беатриче — Ив Бест[13].
- 2011 год — постановка Джози Рурк в театре «Уиндхэмс», Бенедикт — Дэвид Теннант, Беатриче — Кэтрин Тейт, Клодио — Том Бейтман[14].
- 2013 год — постановка театра Олд Вик, режиссёр Марк Райлэнс, Бенедикт — Джеймс Эрл Джонс, Беатриче — Ванесса Редгрейв. На момент исполнения ролей Редгрейв было 75 лет, Джонсу — 81 год. Постановка получила в основном отрицательные отзывы именно за возраст главных героев, учитывая то, что до этого они играли вместе в пьесе «Шофёр мисс Дэйзи»[15][16].
- 2014 год — постановка Королевской Шекспировской компании (под названием «Плодотворные усилия любви»), режиссёр Кристофер Ласкомб, Бенедикт — Эдвард Беннетт, Беатриче — Мишель Терри[17].

### Постановки в России и СССР
- Малый театр — 1865 (Бенедикт — Самарин, Беатриче — Федотова), 1877 (Бенедикт — Ленский, Геро — Ермолова, Клюква — Живокини), в 1888 (Беатриче — Яблочкина);
- Александринский театр, на сцене Мариинского театра (1888, Бенедикт — Нильский, Беатриче — Савина, Клавдио — Петипа, Клюква — Варламов, Кисель — Арди, 1882).

- Театр Корша (1896).
- Общество искусства и литературы, Москва (1897, Бенедикт — Станиславский, Маргарита — Лилина).
- Александринский театр (1901, Бенедикт — Далматов, Клюква — Варламов, Беатриче — Потоцкая).
- Малый театр (1907, Бенедикт — Остужев, Леонато — А. Ленский, Беатриче — Гзовская).
- Самарский театр (1896, Беатриче — Стрепетова).
- Б. Театр Корша (1919, Бенедикт — Радин).
- Петроградский Большой драматический театр (1919, Дон Педро — Юрьев, Дон Жуан — Мичурин, Клавдио — Максимов, Бенедикт — Монахов, Клюква — Софронов; 1946, реж. Шлепянов),
- Ленинградский театр «Комедия» (1932, Бенедикт — Максимов, Беатриче — Грановская).
- Театр им. Вахтангова (1936, реж. Рапопорт, Синельникова, худ. Рындин, комп. Хренников; Клавдио — Дорлиак, Абрикосов, Бенедикт — Симонов, Горюнов, Леонато — Державин, Беатриче — Мансурова, Кисель — В. Кольцов).
- 2007 — Театр на Малой Бронной. Режиссёр К. Ю. Богомолов.
- 2011 — Театр им. Пушкина режиссёр Евгений Писарев.
- 2015 — Рязанский государственный областной театр драмы (под названием Алхимия любви). Режиссёр: Сергей Виноградов[18].
- 2018 — Дзержинский театр драмы (Нижегородская область). Режиссёр — Мария Шиманская.
- 2018 — Санкт-Петербургский театр «Суббота», режиссёр Галина Жданова[19].
- 2019 — Ульяновский драматический театр имени И. А. Гончарова. Режиссёр-постановщик — Даниил Безносов, художник-постановщик — Михаил Кукушкин.
- 2024 — Русский Драматический Театр Удмуртии. Режиссёр-постановщик — Константин Колесник, художник-постановщик — Нина Антропова, хореограф — Александр Исаков-Янчевский.

## Аудиоверсии и экранизации
см. Много шума из ничего (значения)
- Немой фильм Много шума из ничего[итал.] США, 1909 год
- Немой фильм Много шума из ничего[итал.], США, 1913 год, режиссёр Филлипс Смолли[англ.]
- Телефильм Много шума из ничего, Великобритания, 1937 год, режиссёр Джордж Мор О’Ферролл[англ.], Бенедикт — Генри Оскар[англ.], Беатриче — Маргаретта Скотт[англ.]
- Аудиоспектакль «Много шума из ничего» Театра имени Вахтангова, запись 1946 года, СССР. Режиссёр Мария Синельникова, постановка Иосифа Рапопорта, музыка Тихона Хренникова, текст песен Павла Антокольского, исполнители: Рубен Симонов и другие.
- Фильм-спектакль «Много шума из ничего», 1956 год, СССР, режиссёр Лев Замковой (воспроизведён спектакль Театра имени Вахтангова, режиссёр Иосиф Рапопорт).
- Фильм Много шума из ничего / Viel Lärm um nichts ФРГ (ТВ), 1958, режиссёр Людвиг Бергер
- Фильм Много шума из ничего / Much Ado About Nothing (США), 1958 (эпизод телесериала Дневной театр[англ.]), режиссёр Алан Кук[англ.]
- Фильм Много шума из ничего / Veel leven om niets Бельгия (ТВ) 1959, режиссёр Крис Бетц
- Фильм"Много шума из ничего" /Tanto Barulho por Nada , Португалия (ТВ) 1960, режиссёр Бесса де Карвальо
- Фильм «Много шума из ничего» / Paljon melua tyhjästä Финляндия, (ТВ) 1961, режиссёр Сеппо Валлин[фин.]
- Фильм Много шума из ничего[нем.], ГДР, 1964 год, режиссёр Мартин Хелльберг
- Фильм «Много шума из ничего», Великобритания 1967 (ТВ), режиссёр Алан Кук
- Фильм «Много шума из ничего» / Viel Getu' um nichts, ФРГ (ТВ), 1971, режиссёр Фриц Умгельтер[нем.]
- Фильм «Много шума из ничего», 1973 год, СССР, режиссёр Самсон Самсонов. Бенедикт — Константин Райкин, Беатриче — Галина Логинова, Владимир Коренев — Дон Хуан, Татьяна Веденеева — Геро.
- Фильм «Много шума из ничего» / Much Ado About Nothing (1973) CША (ТВ), режиссёр Ник Хавинга
- Фильм Много шума из ничего / Viel Lärmen um nichts ФРГ (ТВ), 1975, режиссёр Отто Шенк[нем.]
- Фильм Много шума из ничего / Molt soroll per no res Испания (ТВ) 1976, режиссёр Антонио Чик[кат.]
- Фильм Много шума из ничего / Much Ado About Nothing, ЮАР (ТВ) 1977, режиссёр Дуглас Бристоу
- Фильм Много шума из ничего / Much Ado About Nothing, Великобритания (ТВ), 1978, режиссёр Доналд Макуинни[англ.] Эпизод телесериала BBC Television Shakespeare[англ.]
- Фильм «Любовью за любовь», 1983 год, СССР, режиссёр Татьяна Березанцева. Музыкальный фильм на музыку Тихона Хренникова.
- Фильм «Много шума из ничего», 1984 год, Великобритания, режиссёр Стюарт Бёрдж BBC Television Shakespeare[англ.]
- Фильм «Много шума из ничего» / Much Ado About Nothing , 1987 год, Канада, режиссёр Петер Мосс
- Фильм «Много шума из ничего», 1993 год, Великобритания-США, режиссёр Кеннет Брана. Бенедикт — Кеннет Брана, Беатриче — Эмма Томпсон, Геро — Кейт Бэкинсейл, Дон Хуан — Киану Ривз, Дон Педро — Дензел Вашингтон, Маргарет — Имельда Стонтон.
- Радиопостановка BBC, 2005 год, режиссёр Ричард Эйр, Бенедикт — Дэвид Теннант, Беатрис — Саманта Спайро, Клодио — Чиветел Эджиофор, Маргарет — Максин Пик[англ.], Геро — Эмилия Фокс[20]
- Фильм «Много шума из ничего» Эпизод телесериала «Шекспир на новый лад», 2005 год, режиссёр Брайан Персивал, Бенедикт — Дэмиэн Льюис, Беатрис — Сара Пэриш, Геро — Билли Пайпер, Клод — Том Эллис, Маргарет — Нина Сосанья, Урсула — Оливия Колман[21]
- Фильм Много шума из ничего / Viel Lärm um nichts , 2007, Германия, ТВ, режиссёр Жан Боссе[нем.]
- Фильм Много шума из ничего / Sok hühó semmiért, 2007, Венгрия, режиссёр Энике Эшеньи-[англ.]
- Фильм «Много шума из ничего» / Much Ado About Nothing, (2011), Великобритания, режиссёр Джози Рурк. В ролях: Том Бейтман — Клавдио, Дэвид Теннант — Бенедикт, Кэтрин Тейт — Беатриче
- Фильм «Много шума из ничего», 2012 год, США, режиссёр Джосс Уидон
- Фильм «Много шума из ничего», 2012 год Великобритания, режиссёр Джереми Херрин[англ.] («Глобус» на экране)
- Фильм Семейные ценности / Family Bonds, 2012, США, режиссёр Энтони Невен
- Фильм «Много шума из ничего», 2013 год, США, режиссёры Боб Франческони, Дэвид Стерн
- Фильм Много шума из ничего, Россия, 2013, режиссёр Евгений Писарев. Телеспектакль актёров татра имени Пушкина
- Фильм Холмы Мессины, США, 2015, режиссёр Оуэн Дрэйк
- Фильм «Много шума из ничего», 2019 год, США, режиссёр Джейсон Л Митчелл

## В музыке

### Опера
«Беатриче и Бенедикт» — опера Гектора Берлиоза на сюжет комедии «Много шума из ничего» (1862)

### Балет
«Любовью за любовь», соч. 24 — балет Тихона Хренникова на сюжет комедии «Много шума из ничего» (1975)

## Комментарии
1. ↑  Имена приведены по переводу Т. Щепкиной-Куперник